# Кронштадтское шоссе
Кроншта́дтское шоссе — улица в Кронштадте. Начинается от Кронштадтских ворот у улицы Зосимова, идёт до кольцевой автодороги — и дальше, мимо кладбища, садоводства и спортлагеря до форта Шанц. Далее становится только пешеходным и так проходит через заказник Западный Котлин. Заканчивается у форта Риф в самой западной оконечности острова Котлин. Проходит через 16 и 19 квартал. Единственная трасса, соединяющая центр города с окраинными районами и КАД.
Кронштадтское шоссе по большей части имело две полосы движения (в ту и другую сторону по одной). Исключения — въезд в 16 квартал и остановка автобусов в направлении центра, карман перед СПТУ-48 в сторону центра, и съезд на 19 квартал (улица Литке) в направлении КАД/выезд с квартала на КАД.
В 2024 году начато расширение вдвое, до четырёх полос.

## Достопримечательности
- Кронштадтские ворота — на самом деле это пролом в крепостной стене.
- Сразу за стеной, справа от Кронштадтских ворот находится стела «Город воинской славы».
- По обе стороны от Кронштадтского шоссе расположены остатки Кронверкского канала.
- Развязка с КАД.
- Кладбище.
- Рядом с кладбищем расположена братская могила жителей Кронштадта и матросов, погибших в Великую Отечественную войну, и памятник им (объект культурного наследия федерального значения).
- Аэродром Бычье поле.
- Садоводство.
- Спортлагерь.
- Форт Шанц.
- Форт Риф (ранее известный как Александровская батарея).

## Транспорт
На Кронштадтском шоссе расположено 10 остановок общественного транспорта, на всех них останавливается только автобус № 2Кр. Автобус № 3Кр идёт от улицы Зосимова и поворачивает на улице Литке, автобусы № 2Л, 101, 101Э, 175, 207, 215 и сезонный 406 уходят на КАД.

## Пересечения и примыкания
По направлению от Кронштадтских ворот:
- Улица Зосимова
- Цитадельская дорога
- Улица Литке
- КАД

Ранее было примыкание улицы Гидростроителей, но после открытия КАД на Гидростроителей образовался тупик.
- Южная Кронштадтская дорога

## Галерея

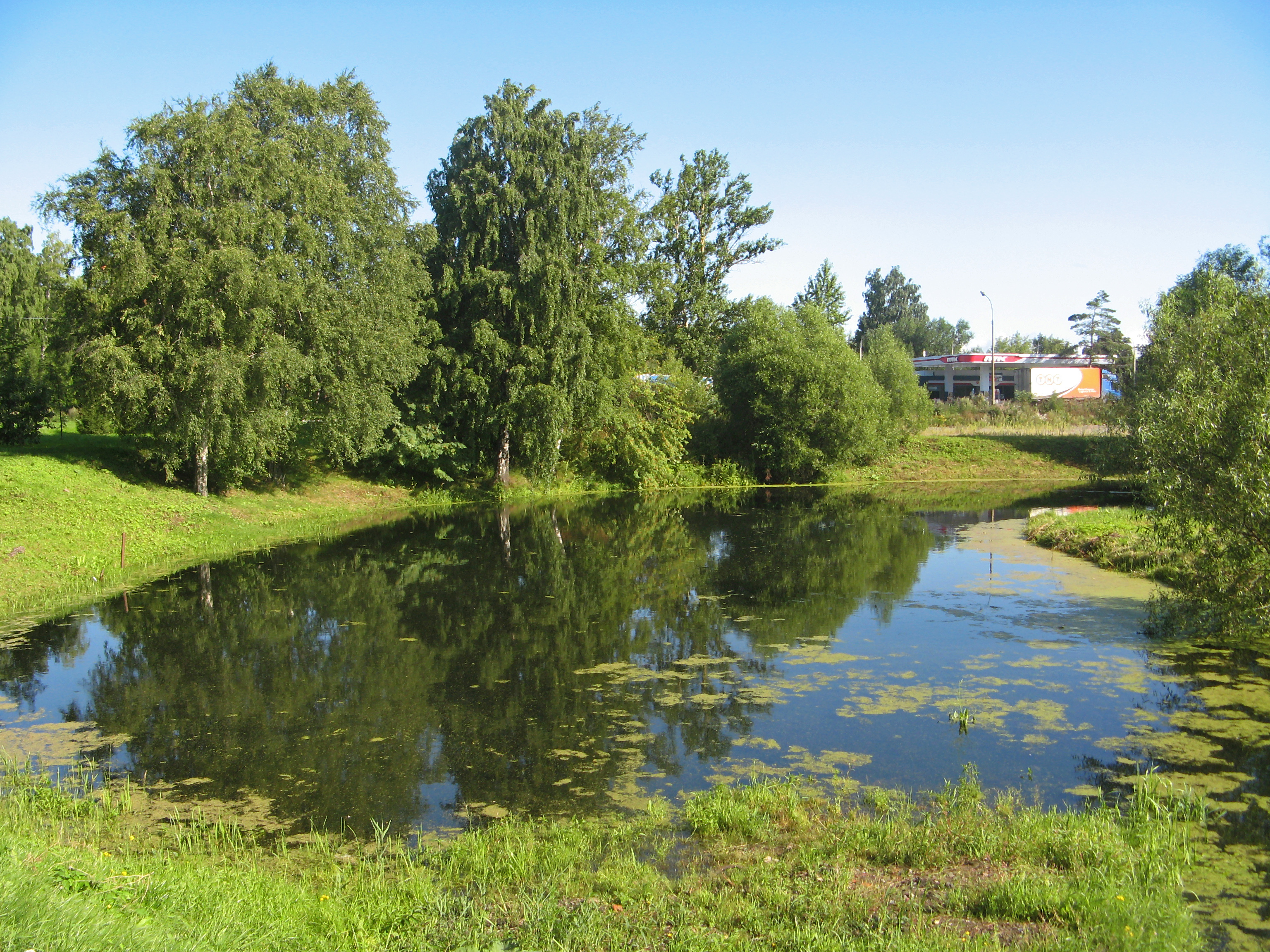
Кронверкский канал у Кронштадтского шоссе
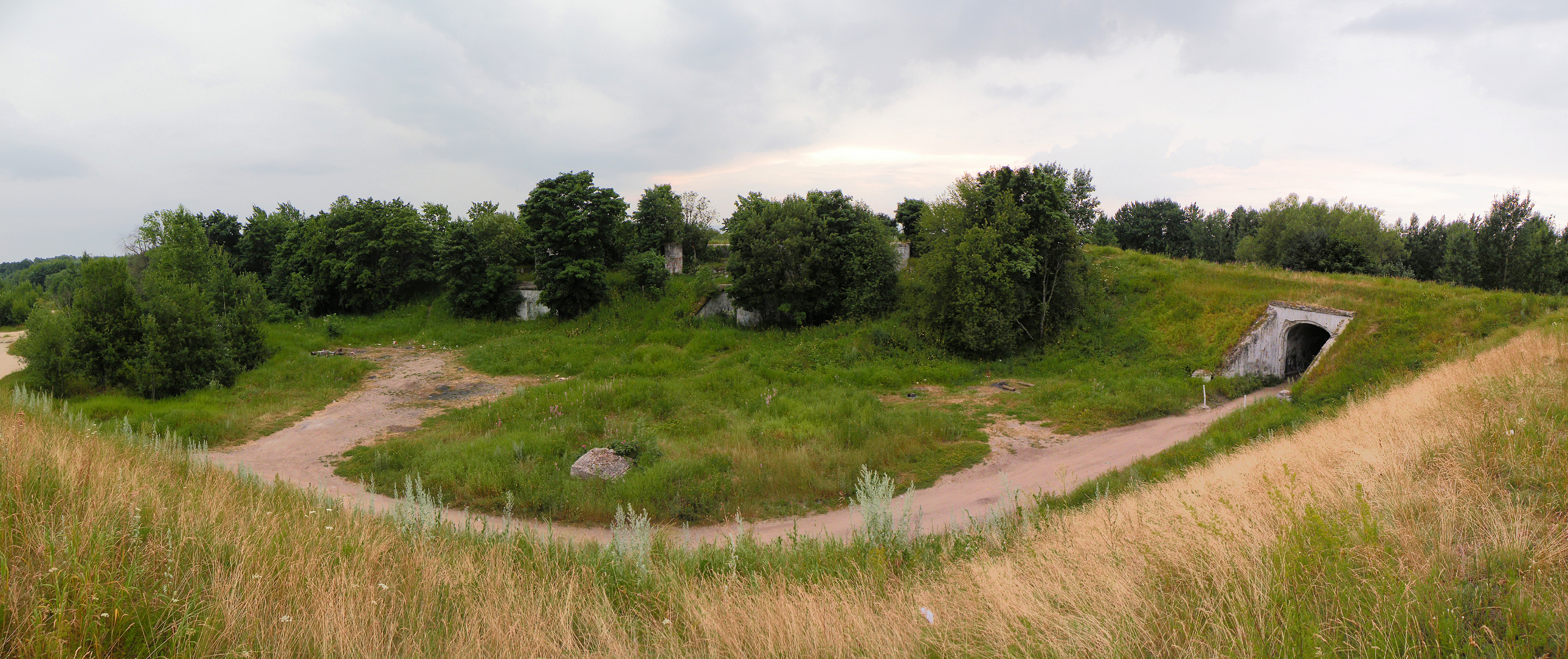
Форт Шанц
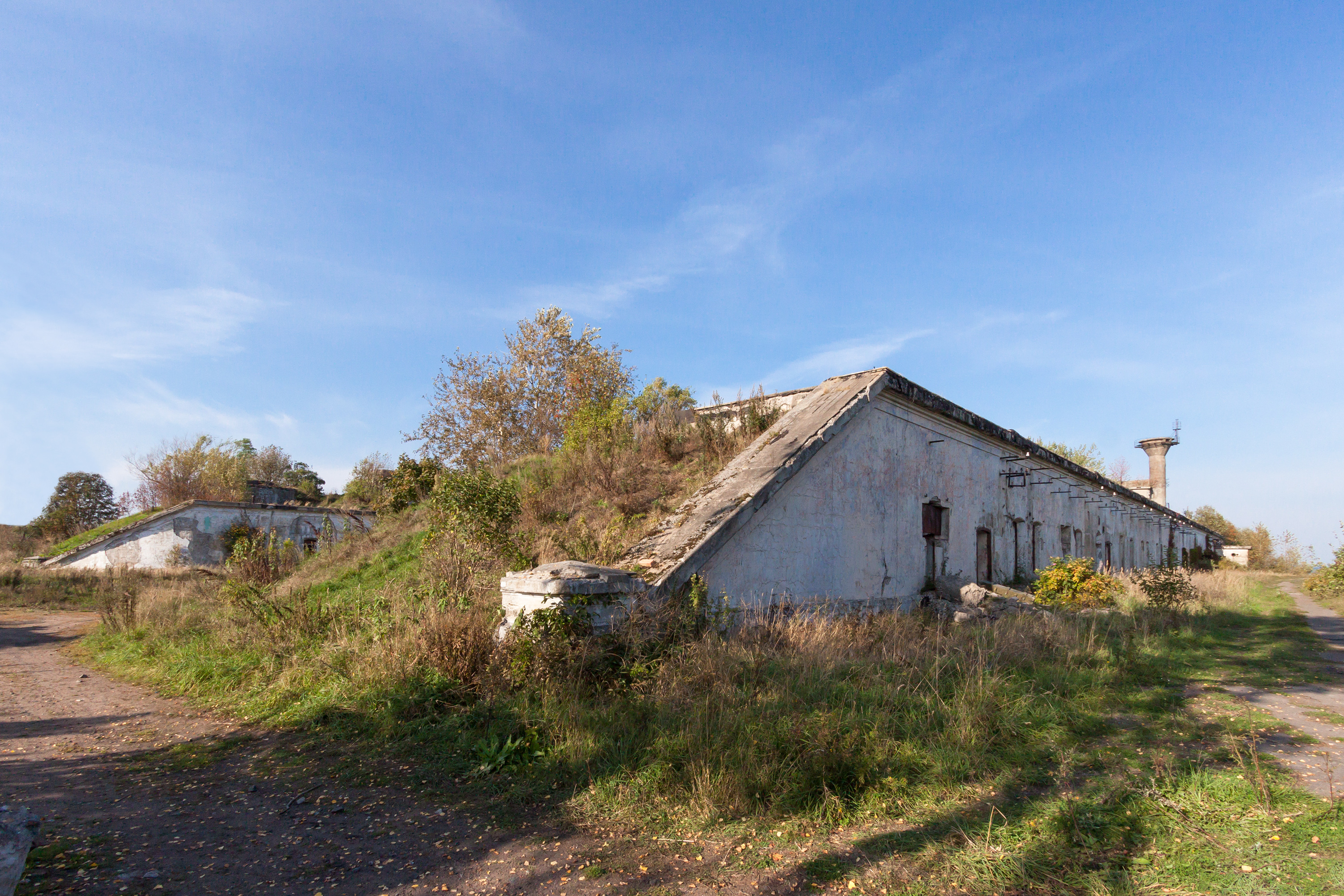
Форт Риф
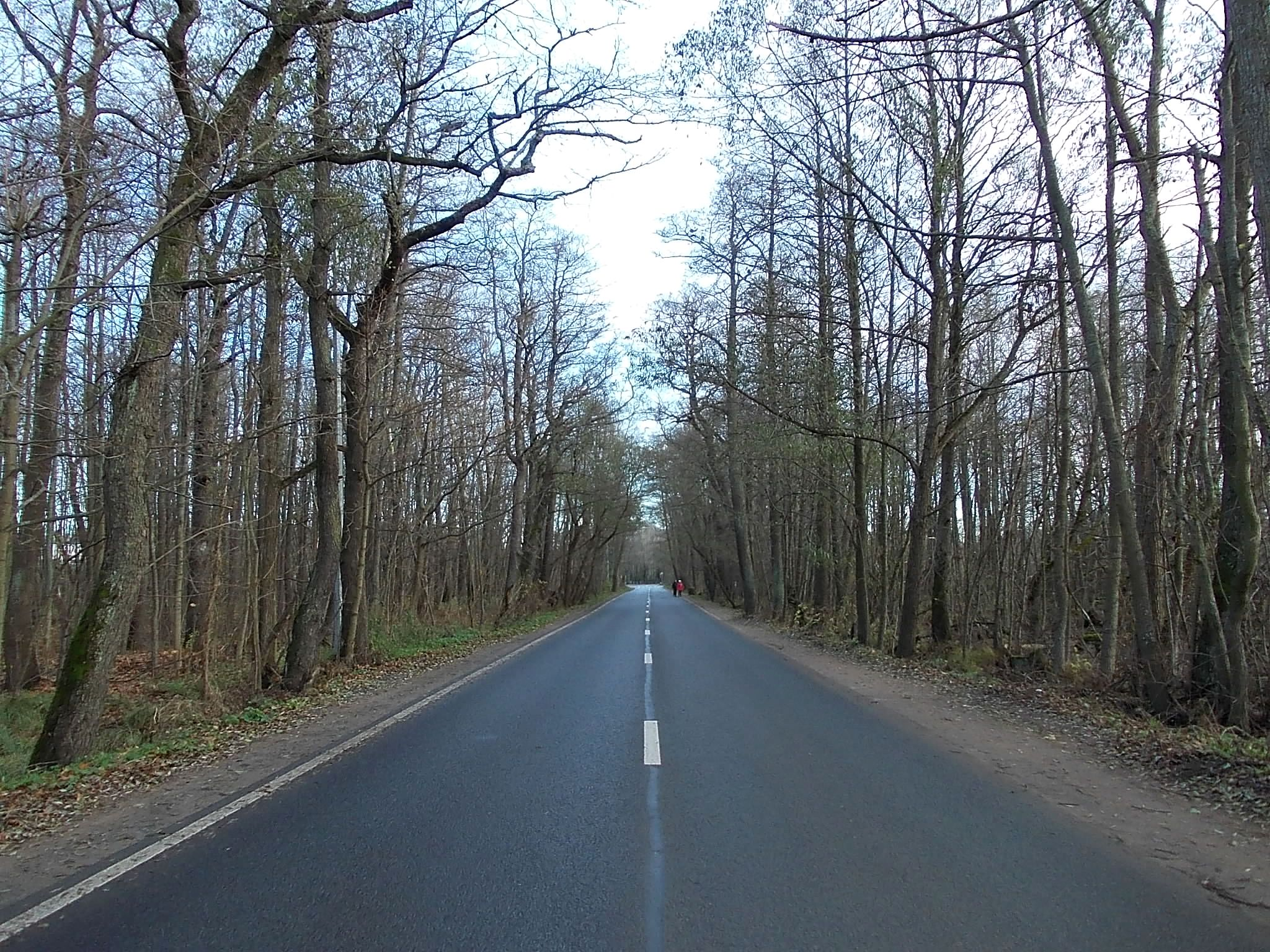
Кронштадтское шоссе в западной части Котлина
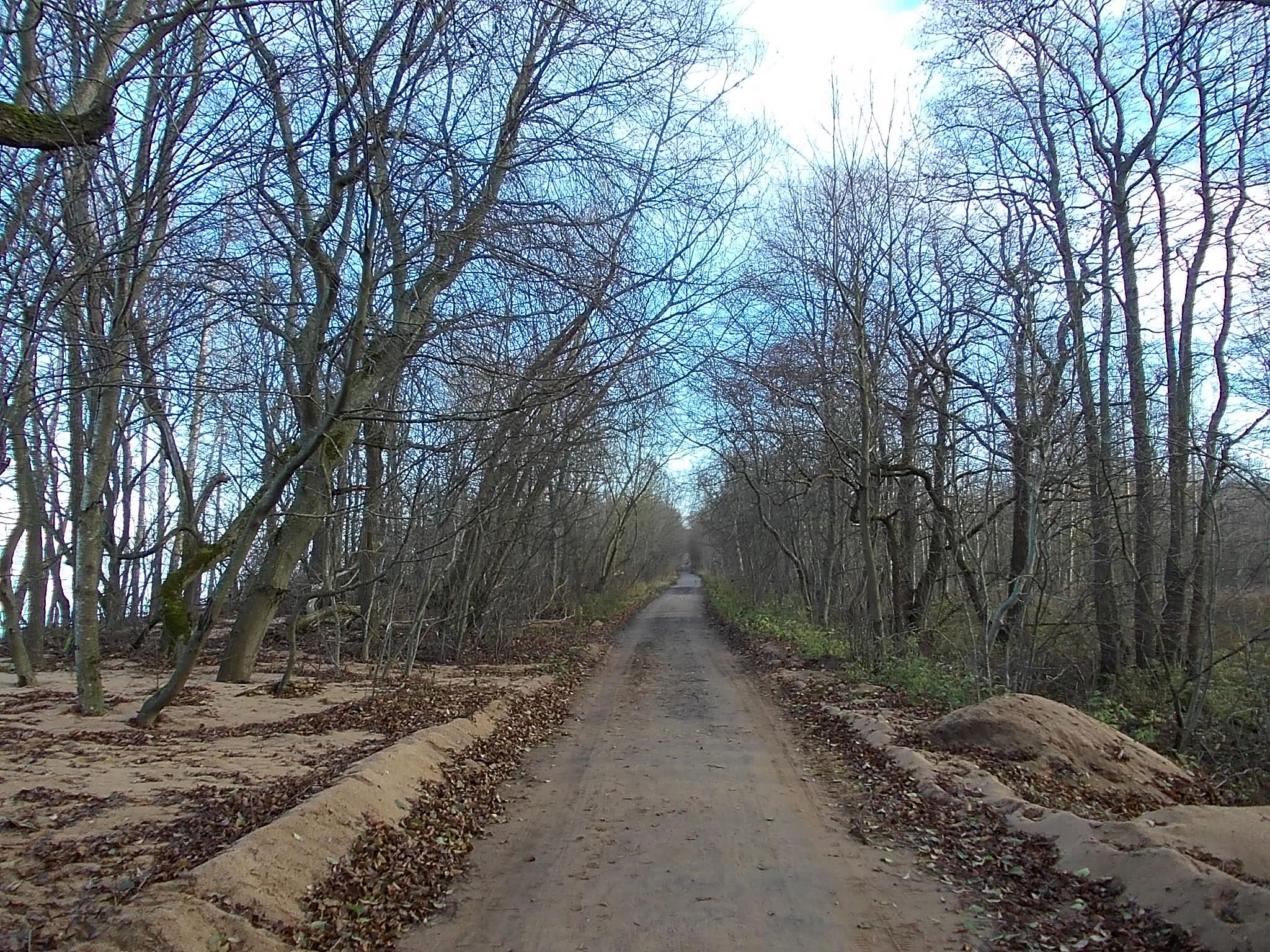
Пешеходная зона Кронштадтского шоссе, проходящая через заказник Западный Котлин